# Pejsy

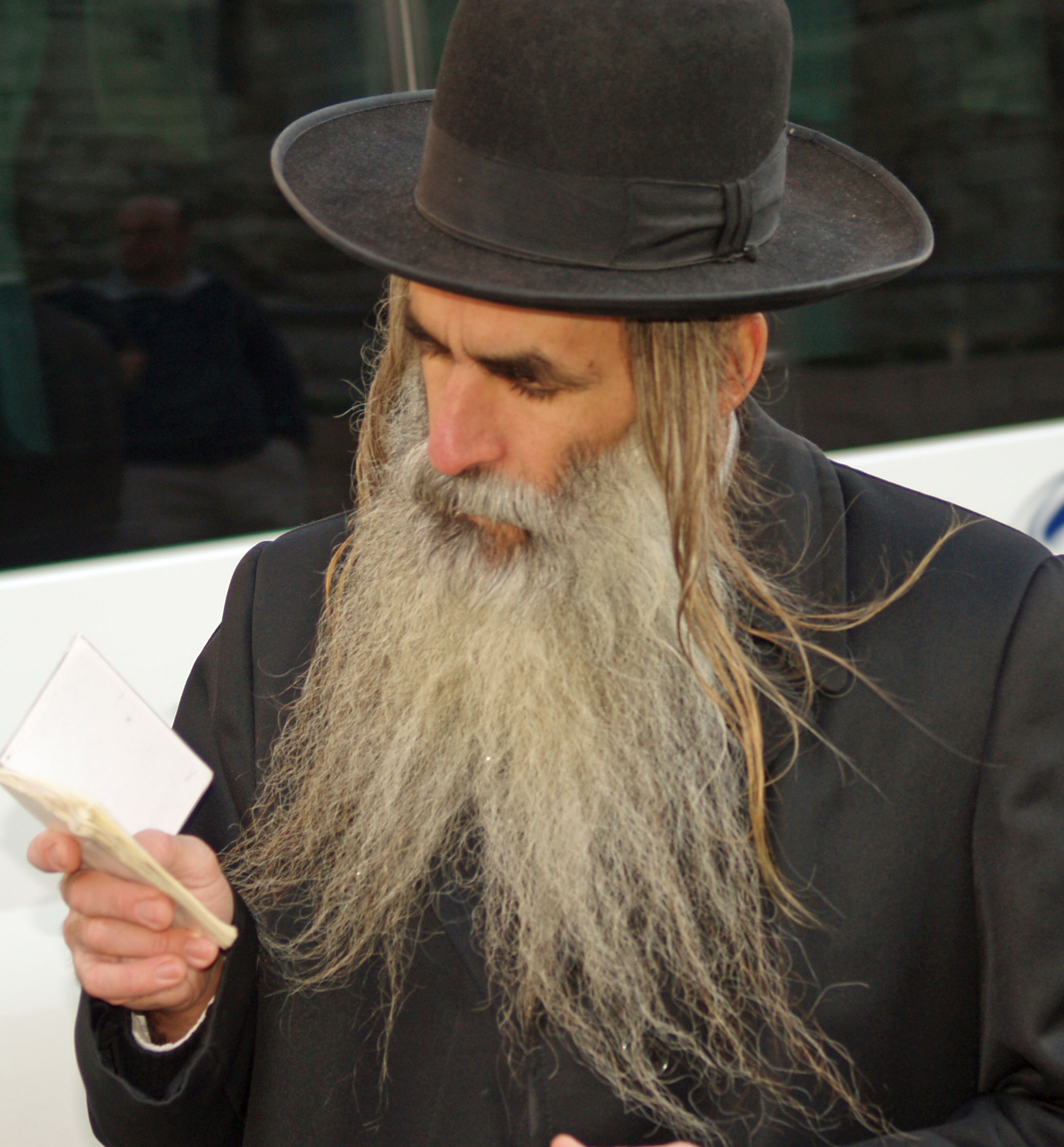
Ortodoksyjny żyd z charakterystycznymi pejsami

Pejsy (hebr. פאות; peot, jid. pejes) – długie pasma włosów wyrastających ze skroni oraz po bokach brody, noszone przez wyznawców tradycyjnego judaizmu.
Większość religijnych Żydów pozostawia dłuższe włosy w okolicach uszu, chasydzi zapuszczają długie, nigdy nie obcinane pejsy.
Zwyczaj noszenia pejsów uzasadniany jest przez werset z Księgi Kapłańskiej (Kpł. 19:27): Nie będziecie obcinać w kółko włosów na głowie. Nie będziesz golił włosów po bokach brody.